# Eupithecia pippa
Eupithecia pippa är en fjärilsart som beskrevs av Louis Beethoven Prout 1916. Eupithecia pippa ingår i släktet Eupithecia och familjen mätare. Inga underarter finns listade i Catalogue of Life.